# Burrendong Dam
Burrendong Dam är en dammbyggnad i Australien. Den ligger i kommunen Wellington och delstaten New South Wales, i den sydöstra delen av landet, omkring 240 kilometer nordväst om delstatshuvudstaden Sydney.
Runt Burrendong Dam är det mycket glesbefolkat, med 2 invånare per kvadratkilometer.. Närmaste större samhälle är Wellington, omkring 19 kilometer nordväst om Burrendong Dam. 
I omgivningarna runt Burrendong Dam växer huvudsakligen savannskog. Genomsnittlig årsnederbörd är 807 millimeter. Den regnigaste månaden är februari, med i genomsnitt 147 mm nederbörd, och den torraste är oktober, med 23 mm nederbörd.